# Jakušima
Jakušima (japonsky: 屋久島) je japonský ostrov ležící 60 km na jih od Kjúšú. Tvar ostrova připomíná nepravidelný pětiúhelník s rozlohou 503 km², obvodem 132 km a průměrem 28 km. Nejvýše položeným bodem na ostrově je 1935 m vysoká hora Mijanóra-dake.
Ostrov je součástí prefektury Kagošima a v roce 2010 zde žilo 13 589 lidí. Na ostrově je jedno letiště a dva přístavy. Každoročně Jakušimu navštíví více než 300 000 turistů.
Říká se, že na Jakušimě prší 35 dní v měsíci. V nížinách spadne ročně kolem 4000 mm srážek a na horách až 10 000 mm.[zdroj?] Nejdeštivějším měsícem je duben. V zimě sice teplota neklesá pod 10 °C, ale na vrcholcích hor napadne sníh. V létě teplota dosahuje 30 °C.

## Ochrana přírody

### Biosférická rezervace
Od roku 1980 je ostrov Jakušima zapsán na seznam biosférických rezervací UNESCO. V roce 2016 bylo území biosférické rezervace rozšířeno a byl do něj zahrnut i menší ostrov Kučinoerabu-džima, vzdálený od Jakušimy zhruba 15 km směrem na západ. Celková rozloha rezervace je 78 196 ha. V roce 2010 žilo na ostrově Kučinoerabu-džimě kolem 140 obyvatel.

### Světové dědictví
V roce 1993 bylo vnitrozemí ostrova zařazeno na Seznam světového dědictví UNESCO. Důvodem je ostrovní flóra zahrnující více než 1900 druhů a poddruhů rostlin včetně dlouhověkých japonských cedrů (Cryptomeria japonica) v Japonsku známých jako Jaku-sugi.

## Fotogalerie

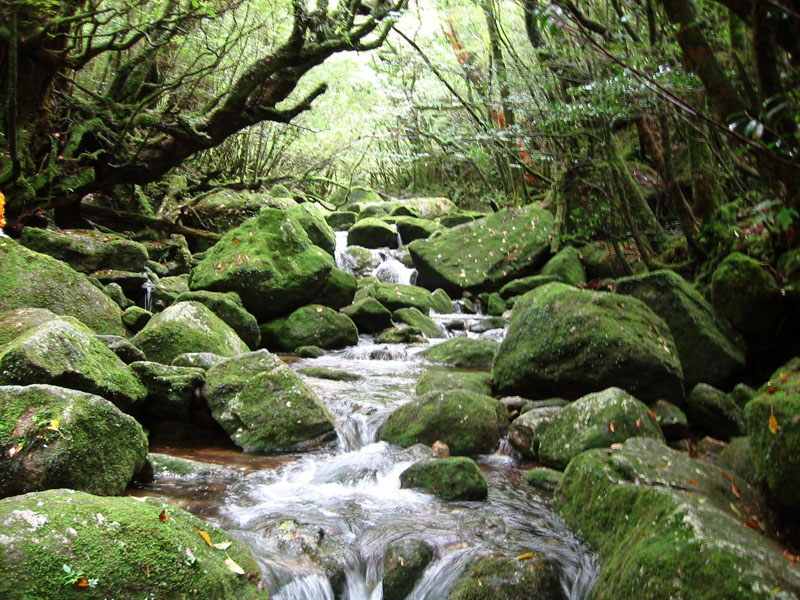
Širataniunsuikjó
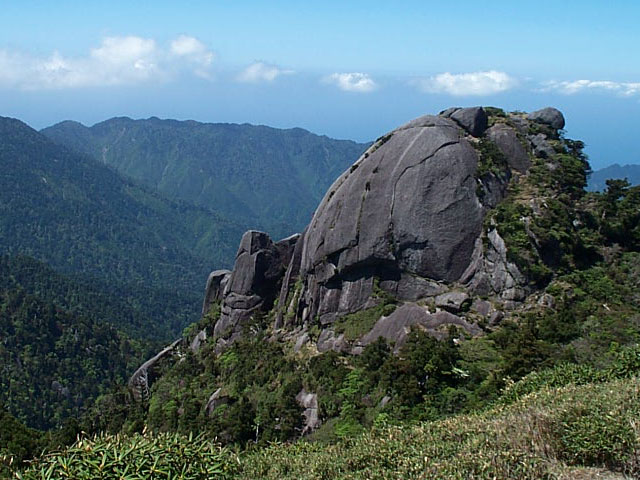
Bózuiwa
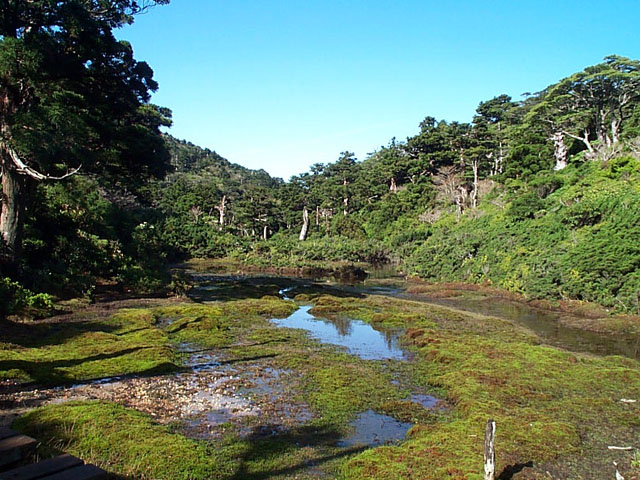
Kohananoego
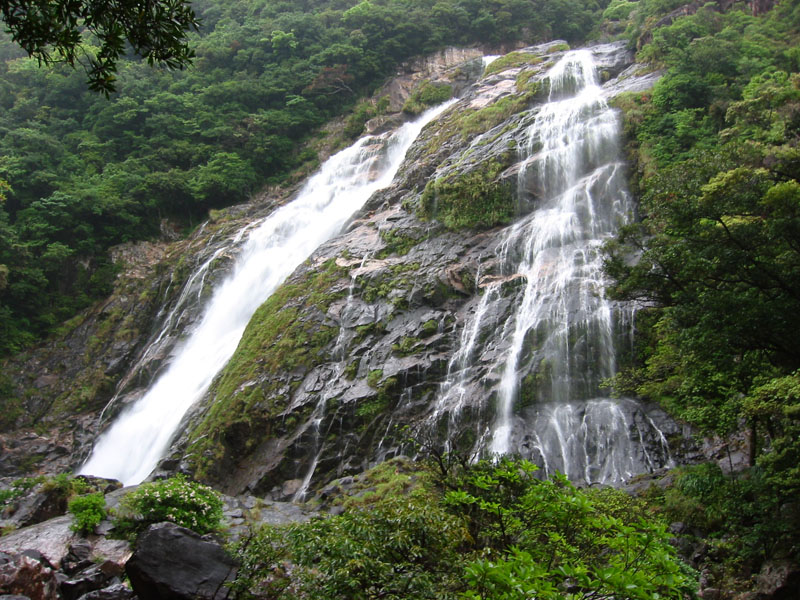
Vodopády Óko